# Quivières
Quivières é uma comuna francesa na região administrativa de Altos da França, no departamento de Somme. Estende-se por uma área de 6,83 km². Em 2010 a comuna tinha 146 habitantes (densidade: 21,4 hab./km²).